# أوليفر باومان
أوليفر باومان (بالألمانية: Oliver Baumann) (2 يونيو 1990 برايزاخ ألمانيا - ) هو لاعب كرة قدم ألماني يلعب كحارس مرمى.

## روابط خارجية
- أوليفر باومان على موقع الاتحاد الأوربي (الإنجليزية)
- أوليفر باومان على موقع قاعدة بيانات كرة القدم.إي يو (الإنجليزية)
- أوليفر باومان على موقع بيانات كرة القدم. دي إي (الألمانية)
- أوليفر باومان على موقع Soccerbase.com (لاعب) (الإنجليزية)
- أوليفر باومان على موقع Soccerway.com (الإنجليزية)
- أوليفر باومان على موقع عالم كرة القدم.نت (الإنجليزية)
- أوليفر باومان على موقع AS.com (الإسبانية)